# Barbara Lison

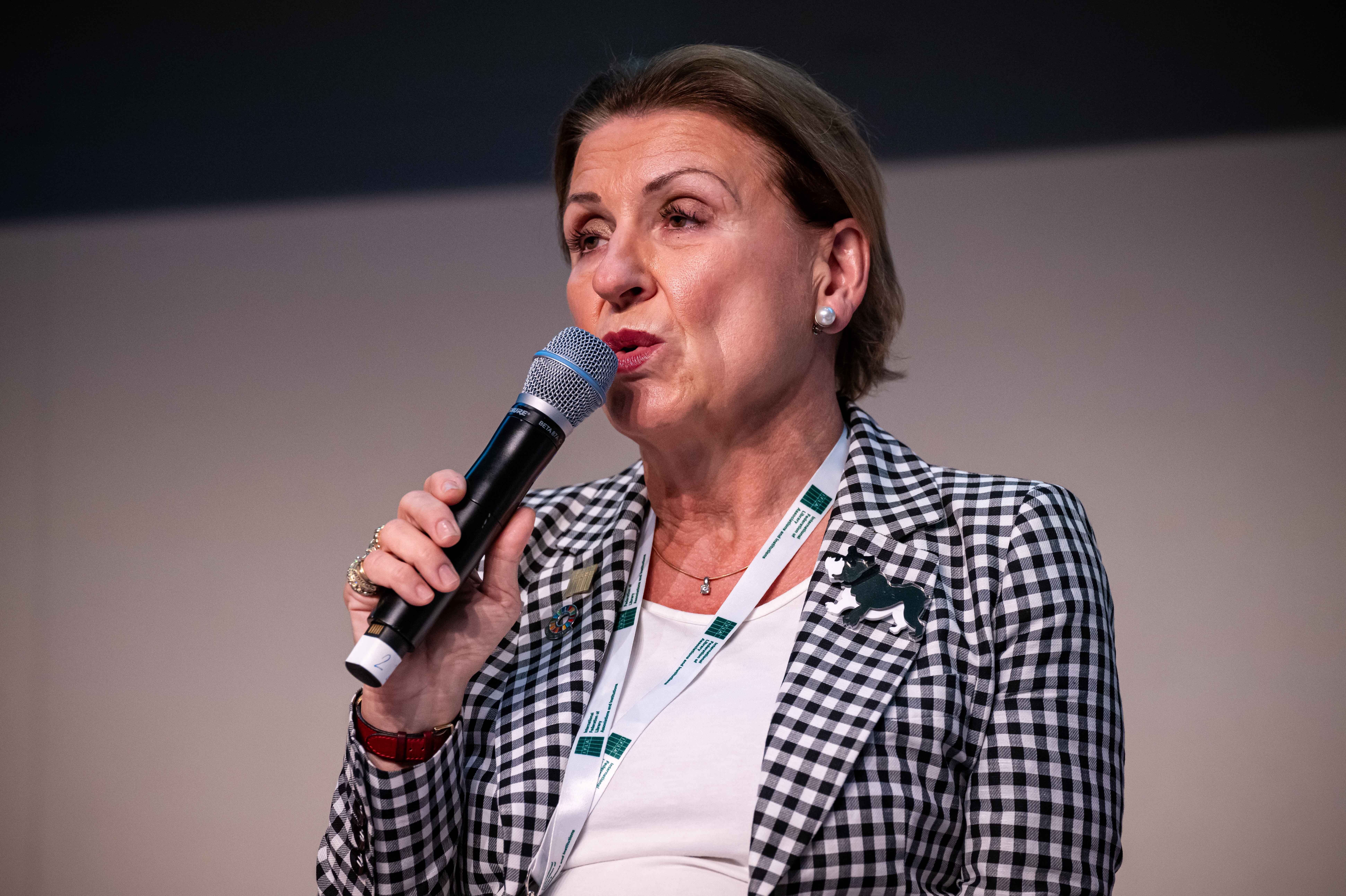
Barbara Lison (2023)

Barbara Lison (* 2. Oktober 1956 in Zbrosławice, Polen) ist eine deutsche Bibliothekarin. Bis zum Eintritt in den Ruhestand Ende September 2023 war sie Direktorin der Stadtbibliothek Bremen und international tätige bibliothekarische Verbandsaktivistin, zuletzt als Präsidentin des internationalen Bibliotheksverbandes IFLA. Sie ist Mitglied in verschiedenen Jurys, Vorständen und Aufsichtsräten.

## Biografie

### Ausbildung und Beruf
Lison wuchs in Düsseldorf auf, sie studierte Slawistik, Geschichte und Erziehungswissenschaften an der Ruhr-Universität Bochum. Es folgten ein Studienreferendariat in Düsseldorf sowie ein Bibliotheksreferendariat in Bochum, Oldenburg und Köln. Sie arbeitete danach als Bibliothekarin. Von 1985 bis 1987 war sie Gruppenleiterin „Bibliothek und Information“ bei der Bundesanstalt für Arbeitsschutz und Arbeitsmedizin in Dortmund. Danach ging sie nach Oldenburg und leitete dort bis 1992 die dortige Stadtbibliothek. Von 1992 bis 2023 war sie Direktorin der Stadtbibliothek Bremen, seit 1999 bezeichnet als Betriebsleiterin des Eigenbetriebes Stadtbibliothek Bremen.

### Internationale Ämter und Mitgliedschaften
- Präsidentin und langjähriges Mitglied im Vorstand der International Federation of Library Associations and Institutions (IFLA), der Weltvereinigung der Bibliotheksverbände (2011 bis 2013, 2013 bis 2015, 2017 bis 2019, President-Elect 2019-2021, President 2021-2023)[2]
- Mitglied im Board of Trustees der US-Bibliotheksgenossenschaft Online Computer Library Center (OCLC) (2012 bis 2016, 2016 bis 2020, 2020 bis 2024)[3]
- Vorstandsmitglied von European Bureau of Library, Information and Documentation Associations (EBLIDA), des Europäischen Dachverbandes der nationalen Bibliotheksverbände (1997 bis 2001, 2005 bis 2009, 2015 bis 2018); Vize-Präsidentin (2006 bis 2009, 2015 bis 2018); Vorsitzende der EBLIDA - Expert  Group on Culture and Information Society (2008 bis 2010)

### Ämter und Mitgliedschaften in Deutschland
- Vorstandsmitglied im Deutschen Bibliotheksverband von 2004 bis 2006, 2010 bis 2013 und 2013 bis 2016; Bundesvorsitzende von 2016 bis 2019
- Präsidentin der Bundesvereinigung Bibliothek Information Deutschland (BID) (2006 bis 2010); Vizepräsidentin (2016 bis 2019)
- Mitglied in der Jury Das politische Buch der Friedrich-Ebert-Stiftung
- Aufsichtsratsmitglied von ekz.bibliotheksservice (ekz) in Reutlingen (1993 bis 2017)
- Deutscher Kulturrat: Vorsitzende des Fachausschusses Kulturfinanzierung (2010 bis 2011); Mitglied in den Fachausschüssen Bürgerschaftliches Engagement (2007 bis 2011) und Kultur- und Kreativwirtschaft (2007 bis 2011); Mitglied im Fachausschuss Arbeit und Soziales (2011 bis 2013, 2013 bis 2023)
- Mitglied des Beirates für Bibliothek und Information des Goethe-Instituts (1998 bis 2004, 2010 bis 2013, 2013 bis 2016)
- Seit 1999 Expertin für das Goethe-Institut (Seminare und Kolloquien zu Themen der Bibliothekswissenschaft und -praxis) in Europa und im nichteuropäischen Ausland

### Ämter und Mitgliedschaften in Bremen
- Geschäftsführendes Vorstandsmitglied des Bremischen Bibliotheksverbandes, Landesverband Bremen im Deutschen Bibliotheksverband (1992 bis 2016)
- Geschäftsführerin der Rudolf-Alexander-Schröder-Stiftung in Bremen und Mitglied in der Jury (2002 bis 2025) Bremer Literaturpreis
- Mitglied in der Wittheit zu Bremen[4]
- Vorsitzende des Stiftungsrates der Bürgerstiftung Bremen seit Dezember 2023
- Vorstandsmitglied der Deutsch-Polnischen Gesellschaft Bremen (2023, ab 2025 Stellvertr. Vorsitzende)

## Auszeichnungen
- 2022: Bundesverdienstkreuz am Bande[5][6]

## Publikationen (Auswahl)

### Online Ressourcen
- Zum Stand der Heterogenitätsbehandlung in vascoda: Bestandsaufnahme und Ausblick. Von Lison, Barbara; Mayr, Philipp; Walter, Anne-Kathrin. Verlag Dinges & Frick 2007. OCLC 662296851 (application/pdf)
- Staffing the hybrid library: innovative strategies in the field of staff development: with examples of good practice from Brisbane, Australia as mirrored in Seattle, USA; Singapore; Stockholm, Sweden; and Bremen, Germany. Von Barbara Lison und Inga Lundén. Bertelsmann Stiftung, 2004. (E-Book)
- Kooperation und Wettbewerb bei der Entwicklung elektronischer Services in Bibliotheken. Dobbie, Allison. [Electronic ed.]. - Gütersloh: Bertelsmann Stiftung, 2002. Dieser Titel besitzt einen Volltextverweis.
- Bibliothèques publiques allemandes (Les. 2001-01-01. OCLC 903019184 text/xml)

### Monographien und Herausgeberschaft
- Portali sul passato e sul futuro: biblioteche in Germania: pubblicato su incarico della Bibliothek & Information Deutschland e.V. (BID) / Jürgen Seefeldt e Ludger Syré. Con una pref. di Barbara Lison. Trad.: Piero Santambrogio. Con la collab. di Beate Neumann. Hildesheim; Zürich; New York, NY: Olms 2009
- Portale zu Vergangenheit und Zukunft - Bibliotheken in Deutschland zs. mit Jürgen Seefeldt. 3., überarb. Aufl. Hildesheim [u. a.]: Olms, 2007
- Portals to the past and to the future - libraries in Germany zs. mit Jürgen Seefeldt. 2. rev. ed. Hildesheim [u. a.]: Olms, 2007
- Information und Ethik: Dritter Leipziger Kongress für Information und Bibliothek, Leipzig, 19. bis 22. März 2007;[zugleich die Jahrestagung des Deutschen Bibliotheksverbandes e.V. (DBV), der 96. Deutsche Bibliothekartag, die Arbeits- und Fortbildungstagung der Bibliothekarinnen und Bibliothekare der Öffentlichen und Wissenschaftlichen Bibliotheken und die Arbeits- und Fortbildungstagung der Dokumentarinnen und Dokumentare]. Wiesbaden: Dinges & Frick, 2007
- Co-operation versus competition in the development of e-services in libraries. Von Allison Dobbie; Barbara Lison-Ziessow; Internationales Netzwerk öffentlicher Bibliotheken; Bertelsmann Stiftung. Bertelsmann Foundation, 2002
- Internetzugang in Öffentlichen Bibliotheken - Strukturierungsbedarf und -möglichkeit beim Online-Zugang zu Information und Wissen: Projekt; BINE (Bibliothek + Internet). Bremen, 1999
- Deutscher Bibliotheksverband …; Freiwillige - (k)eine Chance für Bibliotheken?: ein Positionspapier des Deutschen Bibliotheksverbandes. Berlin, 1999
- Die Geschichte der Landschaftsbibliothek. Zs. mit Martin Tielke. Aurich: Ostfriesische Landschaft 1995.

### Übersetzungen
- Russische Malerei der 20er und 30er Jahre [Ausstellungsaustausch Russland - Niedersachsen (Ausstellungsort: Oldenburg)] / [die veranst. Museen - für Niedersachsen Museumsdorf Cloppenburg, Niedersächsisches Freilichtmuseum …; für Russland Kunstmuseum Tula, Staatlicher Wladimirer-Suzdaler Museumskomplex]. Text: Marina Kusina. Red.: Karl-Heinz Ziessow, Wolfgang Hase. Übers.: Barbara Lison-Ziessow. Cloppenburg, Museumsdorf Cloppenburg, 1993.

### Video und Audio
- Barbara Lison im Gespräch im Deutschlandfunk Kultur am Montag, 17. August 2020 - Thema ist die Sonntagsöffnung aufgrund des neu verabschiedeten Bibliotheksstärkungsgesetzes in Nordrhein-Westfalen, https://www.deutschlandfunkkultur.de/neues-gesetz-in-nrw-die-sonntagsruhe-in-stadtbibliotheken-100.html
- Barbara Lison: Werden mit der zunehmenden Verlagerung von Bibliotheken ins Internet diese eigentlich noch ihrem Wissen- und Kulturvermittlungsautrag gerecht?, s.: https://www.youtube.com/watch?v=H2d3hBEMdM8
- Barbara Lison, welche Rolle spielen Bibliotheken beim diditalen Wandel, s.: https://www.youtube.com/watch?v=TELcTN2Vo7g